# ギャンブル (2ちゃんねる・5ちゃんねるカテゴリ)
ギャンブルは、匿名掲示板2ちゃんねる（2ちゃんねる (2ch.net)、2ちゃんねる (2ch.sc)、5ちゃんねる）の中のカテゴリの1つ。ギャンブルに関する話題の板をまとめている。

## 歴史
- 1999年6月12日 - パチンコ板、競馬板新設
- 1999年7月 - 麻雀・他板新設
- 2000年8月8日 - ギャンブル板新設
- 2002年2月2日 - パチスロ板新設
- 2004年8月15日 - ギャンブル板から宝くじ板を分離
- 2004年11月15日 - 競馬板から競馬２板を分離
- 2005年5月7日 - パチンコ板からパチンコ情報板、パチンコ攻略板を分離、パチスロ板からスロット情報板、スロット攻略板を分離、ギャンブル板から競輪板、競艇板、オートレース板を分離
- 2005年5月16日 - パチンコ板をパチンコサロン板、パチンコ情報板をパチンコ店情報板、パチンコ攻略板をパチンコ機種・メーカー板に板名変更
- 2005年6月24日 - パチスロ板をスロットサロン板、スロット情報板をスロット店情報板、スロット攻略板をスロット機種板に板名変更

## 掲示板
14個の板からなる。（2010年2月現在）

### 麻雀・他
麻雀・他板では麻雀の話題を扱う。セットやフリーなどの対人プレイだけでなく、「東風荘」や「麻雀格闘倶楽部」などネット麻雀の話題、ドンジャラなどの麻雀から派生したテーブルゲームの話題も扱う。
大まかに分けて、麻雀戦術・麻雀プロ・麻雀漫画・麻雀ギャグの4つの話題でスレ立てが行われている。

### パチンコサロン
パチンコサロン板ではパチンコの話題を扱う。店舗についてはパチンコ店情報板、機種やメーカーについてはパチンコ機種・メーカー板の管轄となっており、それ以外のパチンコの話題（収支、店員、CM、パチンコプロなど）に関するスレッドを扱っている。
1999年6月12日にパチンコ板として新設され、2005年5月16日にパチンコ店情報板、パチンコ機種・メーカー板と3板に分割し、元のパチンコ板を引き継ぐ板としてパチンコサロン板に改称された。

### パチンコ店情報
パチンコ店情報板では営業日時・イベント・設置機種・台数・景品・サービス・店内設備・駐車場などのパチンコ店の情報について扱う。

### パチンコ機種等
パチンコ機種等板ではパチンコの機種やパチンコメーカーについて扱う。

### スロットサロン
スロットサロン板ではスロット機種（機種別）、スロット店情報（地域別）以外で、スロットに関する話題を取り扱う。通称「スロサロ」正式名称は「スロットサロン＠2ch掲示板」。
ネタスレや雑談スレなどが多くを占める。かつては実況などの高負担にも対応した専用サーバーへ収納されていたが、板自体の勢いが衰えたために一般の板と一緒のサーバに収納された。

#### 板の歴史
- 2002年2月2日 - PV当ての商品としてパチンコ板から分離新設。板名は「パチスロ」。
- 2002年2月18日 - サーバ移転(kaba→ex)。
- 2002年8月13日 - サーバ移転(ex→gamble)。
- 2003年10月31日 - サーバ移転(gamble→gamble2)。
- 2004年5月10日 - サーバ移転(gamble2→money3)。
- 2005年3月10日 - サーバ移転(money3→news18)。
- 2005年6月24日 - 「スロットサロン」に板名改称。
- 2006年12月29日 - サーバ移転(news18→news21)。

### スロット店情報
スロット店情報板ではスロットの店舗について扱う。

### スロット機種
スロット機種板ではスロットの機種やメーカーについて扱う。

### 競馬
競馬板は競馬を扱う掲示板である。比較的進行が遅いスレッドやシリーズ化したスレッドの多くは競馬２板に、実況は実況chに移行したことにより、現在の競馬板は単発スレッドによる雑談が中心となっている。
日本の競馬ファンの多様性を反映し、さまざまな主旨のスレッドが立てられている。馬券の予想のみならず、競走馬や競馬関係者、各種マスコミ、ゲームソフト、競馬場とその周辺施設、地方競馬の各主催者や日本国外の競馬といったマイナーな話題もカバーしている。一見して競馬と無関係な主旨のスレッドも立てられ、競馬ファンによる雑談の場として機能している。
名無しさんは、もともとは1981年に中山競馬場で自殺した人物の遺書にあった言葉「おれはお馬で人生アウト。」から引用した「名無しさん＠お馬で人生アウト」であったが、実況行為が目立ち始めた2004年9月ごろに抑止するための方策が自治スレッドで考えられ、「名無しさん＠実況で競馬板アウト」に変更された。

#### 板の歴史
- 1999年6月12日 - ohayouサーバーにて新設される。
- 1999年xx月xx日 - サーバー移転。（ohayou→2ch.net）
- 2000年3月23日 - サーバー移転。（2ch.net→www3）
- 2000年xx月xx日 - サーバー移転。（www3→2ch.net）
- 2000年4月30日 - サーバー移転。（2ch.net→tako）
- 2000年10月1日 - サーバー移転。（tako→yasai）
- 2001年10月21日 - サーバー移転。（yasai→ebi）
- 2001年12月24日 - サーバー移転。（ebi→curry）
- 2002年4月17日 - サーバー移転。（curry→cocoa）
- 2002年8月13日 - サーバー移転。（cocoa→gamble）
- 2003年10月31日 - サーバー移転。（gamble→gamble2）
- 2004年5月10日 - サーバー移転。（gamble2→money3）
- 2004年6月6日 - サーバー移転。（money3→ex6）
- 2004年7月10日 - サーバー移転。（ex6→ex7）
- 2004年9月21日 - 名無しが「名無しさん@実況で競馬板アウト」に変更。
- 2005年3月16日 - サーバー移転。（ex7→ex10）
- 2005年11月17日 - サーバー移転。（ex10→ex14）
- 2006年6月10日 - サーバー移転。（ex14→ex11）
- 2007年1月11日 - サーバー移転。（ex11→ex19）
- 2007年2月3日 - サーバー移転。（ex19→ex21）
- 2007年3月9日 - サーバー移転。（ex21→ex22）
- 2007年6月6日 - サーバー移転。（ex22→ex23）
- 2007年12月15日 - サーバー移転。（ex23→namidame）
- 2007年12月15日 - サーバー移転。（namidame→ex23）
  - namidameサーバーが不調のためにex23サーバーに戻る。
- 2007年12月16日 - サーバー移転。（ex23→mamono）
- 2009年3月16日 - サーバー移転。（mamono→dubai）
- 2010年3月3日 - 韓国ドメインからの2ちゃんねるへのサイバーテロ事件によってdubaiサーバーのハードディスクが2台とも故障し、全てのログを消失。
- 2010年3月9日 - サーバー移転。（dubai→yutori）
- 2010年6月14日 - サーバー移転。（yutori→live28）
- 2010年6月25日 - サーバー移転。（live28→kamome）

### 競馬２
競馬について扱う。競馬板とはローカルルールが異なり、書き込みが多くなると予想されるスレッドの作成は推奨されていない。また近日中に予定されているレースに関するスレッドの作成は禁止とされている。
名無しさんは、投票により「こんな名無しでは、どうしようもないよ。」と決められた。由来は、競馬マスコミの誤植ネタを扱うスレッド「こんな重い馬場では、どうしようもないよ。」から。この元ネタは、2002年巴賞（函館）でのラジオたんぱ（現・ラジオNIKKEI）サイトにおけるアグネススペシャルの騎手談話（騎手名が欠落していたため、さも馬が喋ったように扱われた）より。

#### 板の歴史
競馬2板は競馬板のex移転に伴い、進行の遅いスレッドを救済する目的で新設された。名称は最初仮称であったがそのまま定着した。
- 2004年11月15日 - hobby7サーバーにて新設される。
- 2006年12月28日 - サーバー移転。（hobby7→hobby9）
- 2007年9月18日 - サーバー移転。（hobby9→hobby10）
- 2008年4月17日 - サーバー移転。（hobby10→hobby11）

### 競輪
競輪板では競輪について扱う。

### 競艇
競艇板では競艇について扱う。
元々はギャンブル板で競輪やオートレースなどとともに競艇について語られていたが、2005年5月、競輪板やオートレース板とともに分割された。
2007年8月現在で500以上のスレッドが立てられているが、それらを大まかに分けると、予想系のスレッド、レースの話題のスレッド、選手や関係者についてのスレッド、競艇場のスレッドの4つに分けられる。SGなどの大レースになると独自のスレッドが立ち、それらのレースが開催されている時間帯は、競艇板のスレッドへの実況書き込みが目立つようになる。

#### 競艇選手との関わり
競艇選手が競艇板を見たり書き込んだりという話は公に出てはいないが、かつて池上裕次が、2ちゃんねるを見ていると明かし、2ちゃんねる住民による投票のバックアップを受けて笹川賞に出場、開会式の選手紹介では投票してくれた2ちゃんねる住民に「さいたまさいたま！」「おまいら」「マンセー」などの言葉を混ぜながら、お礼を述べるとともに、2ちゃんねる関連のグッズをプレゼントした事がある。

#### 板の歴史
- 2005年5月7日　money4サーバーにて新設される。
- 2007年1月19日　サーバー移転。(money4→money5)
- 2007年3月30日　サーバー移転。(money5→money6)

### オートレース
オートレース板ではオートレースについて扱う。選手のスレが大半を占める。
元々はギャンブル板で競輪や競艇などとともにオートレースについて語られていたが、2005年5月、競輪板や競艇板とともにオートレース板が分割された。

#### 板の歴史
- 2005年5月7日　money4サーバーにて新設される。
- 2007年1月19日　サーバー移転。(money4→money5)
- 2007年3月30日　サーバー移転。(money5→money6)

### ギャンブル
ギャンブルについて扱う板。

### 宝くじ
宝くじについて扱う板。